# Josef Samek
Josef Samek (Vrchlabí, 6 novembre 1957) è un ex saltatore con gli sci cecoslovacco.
In seguito alla divisione della Cecoslovacchia, nel 1993 ha assunto la nazionalità ceca.

## Biografia
Debuttò in campo internazionale in occasione della tappa del Torneo dei quattro trampolini di Oberstdorf del 30 dicembre 1976 (14°). In Coppa del Mondo esordì il 30 dicembre 1979 a Oberstdorf (58°) e ottenne l'unico podio il 27 gennaio 1982 a Sankt Moritz (2°).
In carriera prese parte a un'edizione dei Giochi olimpici invernali, Lake Placid 1980 (39° nel trampolino normale, 23° nel trampolino lungo), a una dei Campionati mondiali, Oslo 1982 (14° nel trampolino normale il miglior piazzamento), e a una dei Mondiali di volo, Planica 1979 (5°).

## Palmarès

### Coppa del Mondo
- Miglior piazzamento in classifica generale: 16º nel 1982
- 1 podio (individuale):
  - 1 secondo posto

### Torneo dei quattro trampolini
- 1 podio di tappa:
  - 1 vittoria

#### Torneo dei quattro trampolini - vittorie di tappa
| Data           | Località               | Nazione        | Trampolino           |
| -------------- | ---------------------- | -------------- | -------------------- |
| 2 gennaio 1979 | Garmisch-Partenkirchen | Germania Ovest | Große Olympiaschanze |